# Хершолт, Джин
Джин Хершолт (англ. Jean Hersholt, при рождении Жан Пьер Херсхольт — дат. Jean Pierre Hersholt; 12 июля 1886 — 2 июня 1956) — американский актёр и переводчик.

## Биография
Джин Хершолт родился в Копенгагене в семье актёров, выступавших в Датском народном театре. В юности много гастролировал с родителями по Европе, а в 1906 году, после окончания художественного училища в Копенгагене, дебютировал в кино в одном из немецких фильмов. В 1913 году Хершолт иммигрировал в США, где продолжил актёрскую карьеру. Одной из первых успешных голливудских ролей актёра стал Маркус в немой драме Эриха фон Штрогейма «Алчность» (1924). В последующие четыре десятилетия Джин Хершолт снялся почти в сотне кинолент, запомнившись своими ролями в фильмах «Гранд Отель» (1932), «Деревенский доктор» (1936) и «Хейди» (1937). Из-за его датского акцента ему часто доставались роли докторов, профессоров и представителей европейской интеллигенции.
В 1939 году Джин Хершолт стал одним из основателей фонда помощи работникам киноиндустрии, который содействовал в оказании различной социальной помощи представителям данной отрасли. Благодаря фонду, в Вудленд-Хиллз, пригороде Лос-Анджелеса, был создан загородный дом и больница для престарелых деятелей кинематографа. Деятельность Джина Хершолта была высоко оценена в Голливуде, что привело к появлению в 1956 году гуманитарной премии Джина Хершолта в рамках вручения наград Американской киноакадемии.
С 1945 по 1949 году Джин Хершолт возглавлял Академию кинематографических искусств и наук. В 1948 году, во многом благодаря своей благотворительной деятельности, актёр был удостоен Ордена Данеброг, второго по значимости в Дании. Он также дважды становился лауреатом почётной премии «Оскар» — в 1949 и в 1950 году. В 1955 году на церемонии «Золотого глобуса» актёру была вручена премия Сесиля Б. Де Милля. Хершолт также является обладателем двух звёзд на Голливудской аллее славы — за вклад в киноиндустрию и радио.
Джин Хершолт известен не только как актёр, но и как переводчик, варианты переводов которого сказок Ханса Кристиана Андерсена на английский язык до сих пор считаются одними из лучших.
Супругой актёра была Виа Хершолт, с которой он был в браке с 1914 года до своей смерти от рака в 1956 году. Канадский актёр Лесли Нильсен приходился Хершолту племянником.

## Фильмография
| Год  |   | Русское название                    | Оригинальное название                | Роль               |
| ---- | - | ----------------------------------- | ------------------------------------ | ------------------ |
| 1924 | ф | Алчность                            | Greed                                | Маркус             |
| 1925 | ф | Дон Ку, сын Зорро                   | Don Q Son of Zorro                   | дон Фабрик         |
| 1927 | ф | Принц-студент в Старом Гейдельберге | The Student Prince in Old Heidelberg | доктор Юттнер      |
| 1932 | ф | Чудовище города                     | The Beast of the City                | Сэм Белмонт        |
| 1932 | ф | Гранд-отель                         | Grand Hotel                          | портье Сенф        |
| 1932 | ф | Ночной суд                          | Night Court                          | привратник         |
| 1932 | ф | Маска Фу Манчу                      | The Mask of Fu Manchu                | фон Берг           |
| 1933 | ф | Обед в восемь                       | Dinner at Eight                      | Джо Стенгел        |
| 1934 | ф | Разрисованная вуаль                 | The Painted Veil                     | герр Кербер        |
| 1935 | ф | Знак вампира                        | Mark of the Vampire                  | барон Отто         |
| 1943 | ф | Солдатский клуб                     | Stage Door Canteen                   | в роли самого себя |